# Stazione di Partick
La stazione di Partick (in gaelico scozzese: Partaig) è una stazione d'interscambio che si trova nel quartiere di Partick, a Glasgow, in Scozia. È sia una stazione ferroviaria che una fermata della metropolitana di Glasgow.

## Storia
La prima stazione in quella zona si chiamava Partickhill e fu aperta dalla North British Railway nel 1887. Si trovava vicino al sito dell'attuale stazione, dall'altro lato di Dumbarton Road. Nel 1896 aprì la stazione Merkland Street della metropolitana di Glasgow, anch'essa vicina all'attuale stazione. Inoltre vi erano altre stazioni ferroviarie nella zona, aperte tra la fine del XIX secolo e la metà del XX: Partick Central (in seguito rinominata Kelvin Hall) ad est e Partick West e Crow Road ad ovest.
In seguito ad un'imponente riduzione delle strade ferrate del Regno Unito avvenuta negli anni sessanta (Beeching Axe), le stazioni di Partick West e Partick Central vennero chiuse, mentre Partickhill sfuggì alla chiusura solamente perché la North Clyde Line su cui si trovava era stata appena elettrificata.
Nel 1979, in concomitanza con l'apertura della Argyle Line, la stazione venne chiusa insieme a quella di Merkland Street della metropolitana e una nuova stazione unificata, chiamata Partick, fu costruita a metà strada tra le due.
Nei primi anni 2000 è diventata una delle stazioni più importanti delle due linee che la attraversano e la decima stazione più trafficata della Scozia.

## Fermata della metropolitana
La stazione di Partick è una delle più importanti della metropolitana di Glasgow, con circa 1 milione di passeggeri annui. Questo è dovuto sia al fatto che si tratta di una stazione d'interscambio, sia al fatto che Partick è un quartiere densamente popolato di Glasgow, con circa 100.000 abitanti.
La stazione adotta la configurazione a banchine laterali ed è una delle tre stazioni in cui è presente la copertura telefonica (solo per l'operatore O2).